# تپه ره ش
تپه ره ش مربوط به دوران‌های تاریخی پس از اسلام است و در شهرستان دیواندره، بخش کرفتو، روستای جیران منگه واقع شده و این اثر در تاریخ ۱۱ مهر ۱۳۸۳ با شمارهٔ ثبت ۱۱۱۷۹ به‌عنوان یکی از آثار ملی ایران به ثبت رسیده است.